# بروس جانستون (راننده مسابقه)
ویلیام بروس گوردون جانستون (انگلیسی: William Bruce Gordon Johnstone؛ زادهٔ ۳۰ ژانویهٔ ۱۹۳۷ – ۳ مارس ۲۰۲۲) رانندهٔ سابق مسابقات اتومبیل‌رانی فرمول یک اهل آفریقای جنوبی بود که در فصل ۱۹۶۲ در مجموع در یک گراند پری شرکت کرد، اما موفق به کسب هیچ امتیازی نشد.